# لاشرعوية

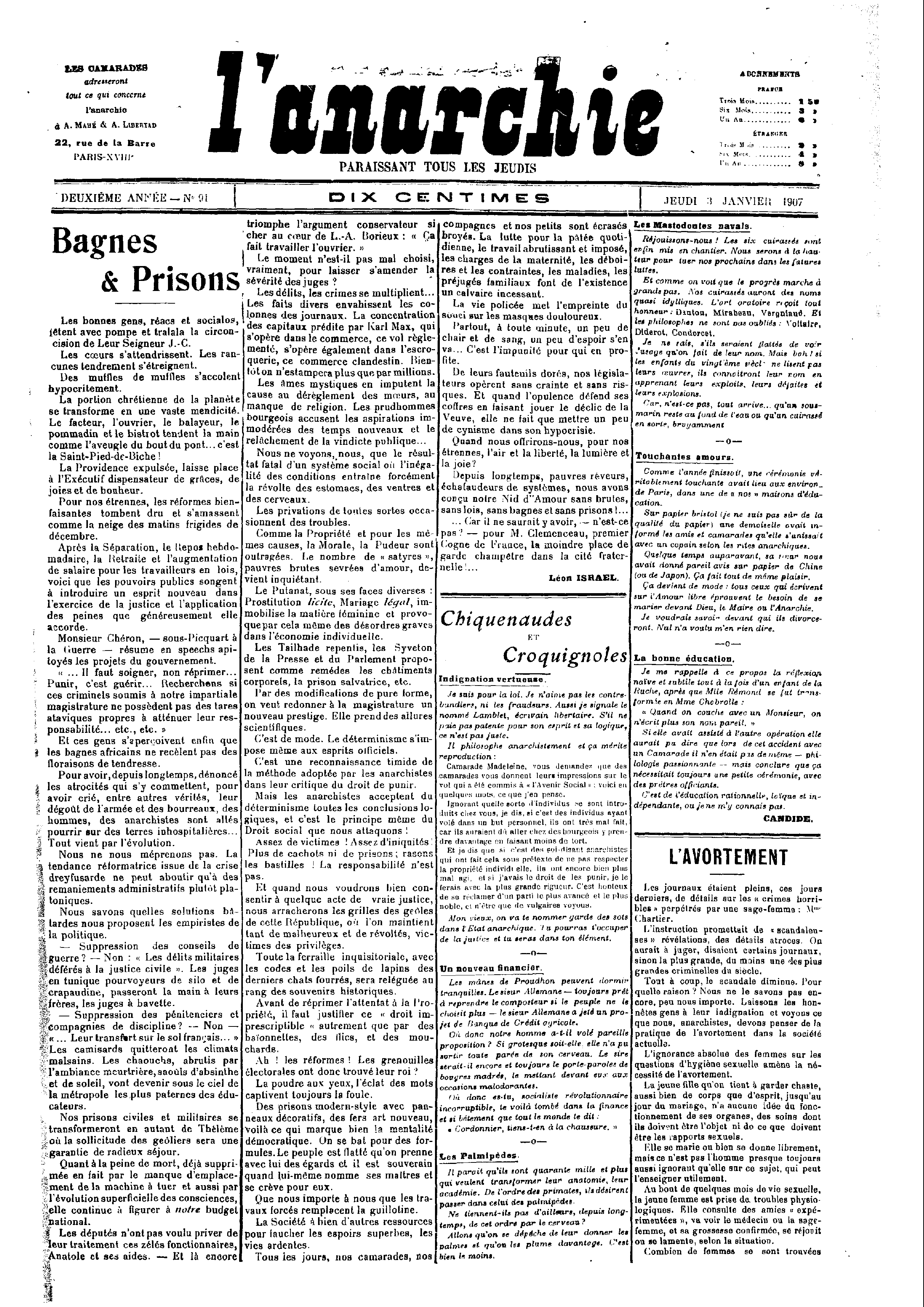
لاناركي (1907)

اللاشرعوية هي إحدى نزعات الأناركية المنبثقة عن الأناركية الفردية التي نشأت أساسًا في كل من فرنسا وإيطاليا وبلجيكا وسويسرا خلال الفترة الممتدة من أواخر تسعينيات القرن التاسع عشر حتى مطلع العقد الأول من القرن العشرين. تبنى اللاشرعويون العمل الإجرامي نمطًا لحياتهم إما سرًا أو علانيةً. لا تحدد اللاشرعوية نوع الجريمة على الرغم من ارتباطها بالنهب وسرقة المتاجر.
عارض اللاشرعويون بشدة الأسواق والعمل المأجور نظرًا لكونهم أناركيين يساريين. استعان بعض الأناركيين من أمثال كليمون دوفال وماريوس جاكوب في تبريرهم للسرقة بنظريتي الاسترداد الفردي ودعاية الفعل ورأوا جرائمهم بمثابة أداةٍ تعليمية وتنظيمية ترمي إلى تسهيل تنظيم حركة مقاومة أوسع نطاقًا، في حين نظر آخرون من أمثال جول بونو وعصابة بونو لأفعالهم من منظور الأناركية الأنانية مستشهدين بفلسفة ماكس شتيرنر.
انشق بعض اللاشرعويين في فرنسا عن الأناركيين نتيجة لتأثرهم بمذهب الأنانية للمنظر ماكس شتيرنر. وجادلوا بأن أفعالهم لا تستدعي أساسًا أخلاقيًا وبأن الأفعال غير المشروعة لا تُرتكب تحت ستار المثل العليا بل تنبع من سعي المرء لتحقيق رغباته. تمركز هذا الوسط في باريس حول صحيفة لانارشي الصادرة أسبوعيًا وجلسات الأحاديث الشعبية (حلقات نقاش أسبوعية تجتمع بانتظام في مواقع مختلفة ضمن العاصمة وما حولها). يعود فضل تأسيس الصحيفة والجلسات إلى ألبير ليبرتاد وشركاؤه.

## المنطلق النظري
تقوم اللاشرعوية على رفض القانون والمعايير الأخلاقية التي يعكسها القانون. يجادل اللاشرعويون بأن القانون المكتوب والمعايير الأخلاقية تعمل على إدامة وإنتاج الفكر الرأسمالي الذي يعتبرونه قمعيًا واستغلاليًا. تتصدى الحركة للمنظومة التي تصونها المؤسسات الاجتماعية المنبثقة عن نمط الإنتاج هذا وعليه يعكس تطبيقها العملي رؤيتهم لعالمٍ فرداني متآزر يتخطى هذه المنظومة. تعد اللاشرعوية مختلفةً عن العديد من الأيديولوجيات والحركات اليسارية من ناحية ابتعادها عن عدد من الأفكار المحددة في ما يخص الأخلاق فضلًا عن رؤاهم حيال التنظيم الاقتصادي. كذلك يعد بعضهم فريدًا من ناحية اعتناقه للفكر الفرداني الذي لا تعكسه كثيرًا نزعة الأناركية نحو الجماعية. غير أن الطبيعة الثورية للعمل تقتضي تنظيمًا اجتماعيًا مميزًا يعزز أواصر وثيقة للتواصل بين اللاشرعويين. كذلك اعتُبر لجوئهم للتعبير من خلال الممارسة الفردانية متممًا لحركات المقاومة الأكثر تكاتفًا.
يشتمل التطبيق العملي للاشرعوية التدخل المباشر في الشؤون الاقتصادية ويرمي إلى هدم البنى الاستبدادية والرأسمالية من خلال إعادة تقسيم الثروة من خلال اللجوء إلى الأفعال غير المشروعة على غرار السرقة وتزييف النقود والنصب والسطو. انخرط العديد من الأناركيين الفردانيين في هذه الممارسات بدافع الحاجة نظرًا لوقوع العديد منهم في مآزق مالية. وعزوا سوء وضعهم المالي إلى طبيعة الرأسمالية لذلك كان ما يزال لهذه الإجراءات عنصر ثوري مميز في هذه الحالات. اشتملت التكتيكات اللاشرعوية على كل من السطو وإلقاء القنابل والاغتيال التي صنفوها جميعًا تحت خانة إجراءات «الاسترداد الفردي» أو «دعاية الفعل». وفي نفس الوقت نُظر إلى هذه الأفعال بصفتها تجليًا وتصديًا مباشرًا لوضعٍ ميؤوسٍ منه وهدفت ممارستها إلى حمل الآخرين على القيام بأفعال ثورية (على الأقل من جانب أولئك الذين حافظوا على هذه المنطلقات الأخلاقية لأعمالهم).
رغم الدور الذي لعبه كل من مبدأي المصلحة الذاتية والتنظيم السياسي في أيديولوجيا جميع اللاشرعويين غير أن اندفاعهم على إثر هذين العاملين المذكورين كان بدرجاتٍ متفاوتة. اختلفت النظرة للحركة بين مشاركيها إجمالًا ما بين أولئك الذين عزوها إلى مفهومي الاسترداد الفردي ودعاية الفعل وأولئك الذين لم يقوموا بذلك. انحاز بعض اللاشرعويين من أمثال كليمون دوفال وماريوس جاكوب اللَذين أمكن اعتبارهما لاشرعويين بدائيين مع هذه المبررات الأيديولوجية وكانوا مدفوعين بها. إذ أقدموا على ارتكاب الجرائم أملًا منهم في جعل أنفسهم قدوةً للتكتيكات الثورية وأن يكونوا بمثابة أدواتٍ تعليمية في الجهود الهادفة إلى تنظيم حركة مقاومة أوسع نطاقًا. كذلك اعتبروا جرائمهم مؤثرةً من ناحية هدمها للقوانين الأخلاقية التي طبقها نظامٌ غير عادل وشاركوا في اللاشرعوية على أمل إحداث تغييرٍ بنيوي ملموس على الأرض. وبهذه الطريقة لم يكونوا على صلةٍ وثيقةٍ بالوسط الفرداني كغيرهم من اللاشرعويين.
لم يولي اللاشرعويون الآخرون على غرار جول بونو قدرًا كبيرًا من الاهتمام للعنصر الدعائي المنوط بالتطبيق العملي لفكرهم بيد أنهم رأوا في الجريمة المرتكبة بحد ذاتها شكلًا من أشكال العصيان. إذ مالوا إلى تثمين الحياة المتمردة على المجتمع عوضًا عن الاتجاه إلى تعزيز الثورة الاجتماعية.

## كليمون دوفال
اعتُبر كليمون دوفال أول لاشرعوي ولعب دورًا في بناء الأساس النظري للنشاط الإجرامي الأناركي بعد تأثره بفلسفة ماكس شتيرنر. كان جنديًا على الخطوط الأمامية في الحرب الفرنسية البروسية وعانى خلالها من إصابات أضعفته لعقدٍ من الزمان. التحق دوفال بعدها بمجموعة فهد باتينيول الباريسية الراديكالية التي اتجهت إلى خرق القوانين وتهديد قوات حفظ النظام. قضى عامًا في الحبس بتهمة سرقة ثمانين فرنكًا بعد فترةٍ وجيزة من التحاقه بالمجموعة. اقتحم دوفال منزل إحدى الشخصيات المرموقة اجتماعيًا من أجل سرقة مبلغٍ قدره 15 ألف فرنك ومن ثم أضرم النار فيه في عام 1886. ما يزال اعترافه في ما يخص سبب تعمده إشعال الحريق في المنزل غامضًا. أقدم دوفال على طعن شرطي عدة مرات حين ألقت قوات الأمن القبض عليه بعد أسبوعين من الحادثة. جاء دوفال على ذكر جريمته في مقالةٍ كتبها في صحيفة لاريفول الأناركية معتبرًا بأن «السرقة الوحيدة الموجودة هي استغلال الإنسان للإنسان... حين يقابل المجتمع حقك في الوجود بالرفض يجب عليك أخذه بالقوة... لقد اعتقلني رجل الشرطة باسم القانون وأنا ضربته باسم الحرية». أرسِل في عام 1901 إلى جزيرة الشيطان وهي مستعمرة عقابية كان العوام يطلقون عليها اسم «المقصلة الجافة». فر بعدها إلى مدينة نيويورك بعد عشرين محاولة فاشلة ولم يُعرِض بتاتًا عن إجرامه أو أناركيته.

## عصابة بانو
كانت عصابة بانو الفرنسية أشهر مجموعة اعتنقت أفكارًا لاشرعوية. كانت عصابة بانو مجموعة إجرامية أناركية فرنسية نشطت في فرنسا وبلجيكا إبان فترة الحقبة الجميلة خلال الفترة الممتدة من عام 1911 حتى عام 1912. تألفت المجموعة من مجموعة من الأفراد الذين ربطوا أنفسهم بالوسط اللاشرعوي الناشئ حديثًا. لجأت العصابة إلى استخدام أحدث التقنيات التي لم تكن حينها في متناول يد الشرطة الفرنسية (ومن بينها السيارات والبنادق التي أطلقت طلقاتها تباعًا).
أسس كل من أوكتاف غارنيير وجول بونو العصابة. أشارت الصحافة إليهم بالأصل باسم «قطاع الطرق ذوي السيارات» وأطلِق عليهم اسم «عصابة بونو» نسبةً إلى جول بونو الذي أجرى مقابلةً في مكتب صحيفة بوتي باريزيان اليومية الشعبية.
تعود أصول المجموعة إلى بلجيكا التي كانت في الإجمال موقعًا لتجمع المنفيين السياسيين والشباب ممن أرادوا التهرب من أداء الخدمة العسكرية الإلزامية لدى القوات المسلحة الفرنسية. تآخى هؤلاء فيما بينهم وتآلفوا على القيم الأيديولوجية التي تشاركوها وبدأوا بتنظيم صفوفهم في بروكسل.
وضِع غارنيير رهن الاعتقال حين كان في السابعة عشر من عمره غير أنه وجد عالم العمل أكثر إقصاءً من عالم الجريمة والسجون. شعر غارنيير خلال الفترة التي قضاها كجزء من القوة العاملة بقدرٍ متعاظمٍ من الإحباط حيال إمكانية التطبيق العملي للتغيير الاقتصادي الجذري الذي أراده وشعر بالاستياء من الأعمال التي حققها قادة النقابات الذين اعتبرهم استغلاليين مثلهم مثل الرأسماليين. حدد في سيرته الذاتية الموضع الذي أضحى فيه أناركيًا حين كان في الثامنة عشر من عمره تقريبًا ولم يعد يرغب العودة للعمل لذلك عاد من جديد للجوء إلى الاسترداد الفردي. كان غارنيير من بين أولئك الذين وجدوا في بلجيكا ملجأ لهم حتى يتملصوا من أداء الخدمة العسكرية الإجبارية الفرنسية. وهناك اجتمع في بروكسل بمحرر صحيفة لوريفولت الأناركية البارزة التي ساندت الأفكار والنشاطات الأناركية الفردانية.